# Bezirk Brüssel
Der Bezirk Brüssel (französisch Arrondissement administratif de Bruxelles, niederländisch Arrondissement Brussel) war ein Bezirk in Belgien, der im Jahr 1963 aufgelöst wurde.
Der Bezirk entstand im Jahr 1800 in der Zeit der Ersten Französischen Republik. Er gehörte zum Département Dyle.
In der Zeit des Vereinigten Königreichs der Niederlande wurde die Südgrenze des Bezirks im Jahr 1823 geändert, sodass sie nunmehr mit der damaligen Sprachgrenze zusammenfiel.
Im Jahr 1963 wurde der Bezirk auf die folgenden drei neuen Bezirke aufgeteilt:
- Bezirk Brüssel-Hauptstadt
- Bezirk Brüssel-Randgemeinden
- Bezirk Halle-Vilvoorde

Im Jahr 1971 wurde der Bezirk Brüssel-Randgemeinden aufgelöst und dem Bezirk Halle-Vilvoorde hinzugefügt.
Der Bezirk Brüssel bildete zusammen mit den Bezirken Löwen und Nivelles die Provinz Brabant, die im Jahr 1995 aufgelöst wurde.